# Eximinds
Eximindsは、モスクワ出身のアレキサンダー・ジュコフ（Alexander Zhukov）と、ドミトリー・モンジコフ（Dmitry Momzikov）による音楽ユニット。世界のレコードレーベルで曲を使用される、トランス・ミュージック界の売れっ子プロデューサーである。
　2009年のオンライン音楽フォーラムで会った。トランスとテクニカルスキルの両方に共通の情熱を持っていると判断してチームを組む。2010年すぐに曲を作り始め、初のシングル「Afterlight / Forever Love」をリリース、これがインスタントヒットとなる。D-MADの「Forsheez」のリミックスは、伝説的ＤＪアーミン・ヴァン・ビューレン（Armin Van Buuren）を含む業界多くからの支持を得て、いくつかのコンピレーションに登場したことで有名になった。
アーミン・ヴァン・ビューレンの「ア・ステート・オブ・トランス（A State of Trance）」にいくつも作品を提供した数少ないプロデューサーの1人。
モスクワとミンスクで開催された『A State of Trance 600』『A State of Trance 650』にも参加。

## 共同作業者
- en:Armin Van Buuren
- en:Paul Oakenfold
- en:Aly & Fila
- en:Richard Durand